# Mesochorus tenebricosus
Mesochorus tenebricosus là một loài tò vò trong họ Ichneumonidae.